# 81-ша окрема аеромобільна бригада (Україна)
81-ша окрема аеромобільна Слобожанська бригада (81 ОАеМБр, в/ч А2120) — військове з'єднання у складі Десантно-штурмових військ Збройних сил України чисельністю у бригаду. Базується у містах Костянтинівка, Дружківка, Краматорськ та Полтава — переважна більшість в районі, безпосередньо прилеглому до зони бойових дій у Донецькій області.
Бригада була сформована після початку російської агресії, восени 2014 року. Бойове хрещення особовий склад бригади отримав наприкінці 2014 — на початку 2015 року, під час оборони Донецького аеропорту і прилеглих до нього районів.

## Історія

### Передумови
У лютому 2014 року почалася російська збройна агресія проти України: Росія вторглася до Криму та анексувала його. Вже у квітні розпочалися бойові дії війни на сході, після захоплення Слов'янська Донецької області російськими диверсійними загонами під командуванням Ігоря Гіркіна. Влітку українські війська вели важкі бої на російсько-українському кордоні, під Донецьком, Луганськом, та на Приазов'ї. Після втручання регулярної російської армії, українські сили зазнали низку поразок і були змушені відійти з-під Луганська, Іловайська та Новоазовська.

### Створення
7 жовтня 2014 року спільною директивою Міністра оборони України та начальника Генерального штабу України Збройних Сил України було прийнято рішення про створення 81-ї окремої аеромобільної бригади. Вона формувалася на базі підрозділів 95-ї окремої аеромобільної бригади, 80-ї окремої аеромобільної бригади та 25-ї окремої повітрянодесантної бригади. До складу з'єднання увійшли бійці з різних регіонів України. Одразу після формування у Краматорську та бойового злагодження приступила до виконання завдань у зоні бойових дій.[джерело?]
Бойовий шлях 81-ї окремої аеромобільної бригади розпочався у листопаді 2014 року з боїв за Донецький аеропорт та продовжився обороною Опитного та Водяного аж до березня 2016 року. Окрім того, в січні 2016 року підрозділи бригади виконували бойові завдання поблизу Зайцевого, що біля Горлівки.[джерело?]
Після чого була оборона Новгородського, 8 місяців безперервних боїв з проросійськими бойовиками у промисловій зоні Авдіївки. З грудня 2016 року бригада вела бої на Світлодарській дузі. У 2017 році військові 90-го окремого аеромобільного батальйону тримали оборону у Мар'їнському районі Донецької області.[джерело?]

### Російське вторгнення 2022 року
20 листопада 2023 року бригада почесне найменування «Слобожанська».

## Структура
- управління
- 1 аеромобільний батальйон
- 2 аеромобільний батальйон
- 3 аеромобільний батальйон
- 90 окремий аеромобільний батальйон (м.Костянтинівка)[5]
- 122 окремий аеромобільний батальйон (м.Дружківка)[6]
- 5-та батальйонна тактична група (м. Полтава);[7]
- 238-й окремий стрілецький батальйон[8]
- Бригадна артилерійська група:
  - Самохідний гаубично-артилерійський дивізіон (2С1)
  - Гаубичний артилерійський дивізіон (L119-F1);
  - Реактивно-артилерійська батарея (БМ-21);
  - Протитанкова батарея
- Зенітний ракетно-артилерійський дивізіон
- Батальйон безпілотних систем
- Розвідувальна рота
- Рота снайперів
- Рота матеріального забезпечення
- Рота десантного забезпечення
- Ремонтна рота
- Група інженерного забезпечення
- Медична рота
- Рота радіаційно-хімічної розвідки
- Клуб

## Оснащення
- Козак-2М1, 20 одиниць[9]
- Mitsubishi L200[10]
- Stryker[11]
- БМП-2[12]
- Puma 6×6[13]

## Вишкіл
В жовтні 2016 року на полігоні «Дівички» на Київщині пройшли змагання на найкращий артилерійський підрозділ Збройних Сил України. Перше місце виборола реактивна артилерійська батарея 81-ї окремої аеромобільної бригади. Командир батареї — капітан Дмитро Бобровський. Батарею нагородили перехідним макетом артилерійської установки та грошовою премією у розмірі 108 тисяч гривень.

## Командування
- (2014—2018) полковник Мойсюк Євген Георгійович
- (2018—2021) полковник Котенко Артем Павлович

## Традиції
Гаслом бригади став девіз: «Народжені перемагати!». Адже бригада сформована вже під час активної фази бойових дій на сході України. Бойовий прапор бригаді вручений Президентом України 24 серпня 2015 року. День військової частини відзначають 7 жовтня.
30 грудня 2015 року Президент України Петро Порошенко, враховуючи особливі заслуги перед Батьківщиною Івана Зубкова та зважаючи на зразкове виконання поставлених завдань особовим складом, присвоїв ім'я Героя України старшого лейтенанта Івана Зубкова 90-му окремому аеромобільному батальйону 81-ї окремої аеромобільної бригади високомобільних десантних військ Збройних Сил України.
28 червня 2022 року бригада відзначена почесною відзнакою «За мужність та відвагу».
20 листопада 2023 року, з метою відновлення історичних традицій національного війська, зважаючи на зразкове виконання покладених завдань під час захисту територіальної цілісності та незалежності України, президент України надав бригаді почесне найменування «Слобожанська».

## Втрати
Безповоротні втрати бригади, станом на березень 2021 року за даними Книги Пам'яті, складають 88 осіб.

## Вшанування

### Нагороджені
Найвищими державними нагородами відзначені:
- Брановицький Ігор Євгенович — солдат, загинув у боях за Донецький аеропорт. Герой України (2016, посмертно).
- Зінич Ігор Вікторович — молодший сержант медичної служби, загинув у боях за Донецький аеропорт. Герой України (2015, посмертно).
- Зубков Іван Іванович — старший лейтенант, командир роти вогневої підтримки, загинув у боях за Донецький аеропорт. Герой України (2015, посмертно).

### Топоніми
2024 року у місті Дружківка вулицю Попова перейменували на вулицю 81-ї бригади.[джерело?]